# Pietro Marocco
Pietro Marocco (Milano, 14 marzo 1888 – Malga Durer, 22 ottobre 1915) è stato un militare italiano, insignito della medaglia d'oro al valor militare alla memoria nel corso della prima guerra mondiale.

## Biografia
Nacque a Milano il 14 marzo 1888, figlio di Francesco e di Luigia Bottinelli.
Corridore ciclista dilettante  conseguì la patente di assistente edile presso l'Istituto tecnico "Carlo Cattaneo" di Milano e prestato servizio militare di leva nel Regio Esercito in forza al 68º Reggimento fanteria, lavorò in imprese edili. Richiamato alle armi per effetto della mobilitazione generale, nel maggio del 1915, fu assegnato al 159º Reggimento fanteria e pochi giorni dopo raggiunse il fronte, sull’Altipiano di Tonezza. Ammesso a frequentare il corso per allievi ufficiali di complemento, nel mese di settembre fu nominato aspirante ufficiale e rientrò al reggimento, assegnato alla 8ª Compagnia. La sera del 21 ottobre, nel corso dell'azione sulla fronte Valle Orsara-Monte Dürer, fu incaricato dal suo comandante di compagnia di verificare l'apertura dei varchi nei reticolati nemici, già parzialmente sconvolti dal fuoco dell'artiglieria italiana. Attraversato il primo ordine di difese, giunse al secondo, trovandolo pressoché intatto, e al comando di una squadra di volontari portatori di tubi esplosivi ritornò sul posto per aprirvi un varco. Ostacolato dal tiro di una mitragliatrice austriaca venne costretto a ripiegare, per non compromettere il buon esito esito dell'azione, ritornò da solo presso i reticolati e riportò indietro mettendoli al sicuro i tubi esplosivi lasciati sul posto. Le cronache riportano che il mattino successivo tornò ai reticolati per ritentare l'azione, e dopo la morte di un suo compagno all'opera e nel tentativo di sostituirlo rimase ferito mortalmente egli stesso.
Con Decreto Luogotenenziale del 20 agosto 1916 gli fu conferita la medaglia d'oro al valor militare alla memoria. 
A lui è intitolato il Cimitero militare monumentale di Arsiero nonché l'Istituto comprensivo, e la città di Milano gli ha dedicato una strada.